# 야마다 료스케
야마다 료스케(山田 涼介, 1993년 5월 9일 ~ )는 일본의 가수, 배우, 유튜버이다. 남성 아이돌 그룹 Hey! Say! JUMP의 멤버.
소속사는 STARTO ENTERTAINMENT이며, 도쿄도 출신. 신장 164cm. 혈액형은 B형. 팬덤명은 Red.Y(レディー)

## 약력
도쿄도 출생이지만, 가나가와현 하다노시에서 성장하였다. 프로 축구 선수를 목표로 초등학생 때부터 축구를 시작해 J 리그 프로 축구 팀 쇼난 벨마레의 주니어 유소년에 소속했다. 당시 그는 축구에 대한 열정이 강해 아이돌에는 관심이 없었다.
2004년, 킨키 키즈의 팬이었던 그의 어머니와 누나는 이력서를 쟈니스 사무소에 보냈고, 8월 12일,버라이어티 쇼 《Ya-Ya-yah》 공개 오디션에 참가하면 “축구 뱃지 사줄게”라는 말에 합격. 만 11세의 나이에 그는 쟈니스 사무소에 입소했다. 동기는 아베 료헤이, 후카사와 타츠야, 하시모토 료스케이다.
쟈니즈 사무소 입소 후에는 쟈니스 주니어 내 유닛 J.J.Express, 2006년부터는 Kitty Jr.의 멤버로서 활동했다.
2006년·2007년에 드라마 《탐정학원 Q》에 출연해, TV 드라마 첫 출연이 되었다.
2007년 기간 한정 5인조 유닛·Hey! Say! 7이 결성되어 싱글 〈Hey! Say!〉로 CD 데뷔. 같은 해 9월 24일, 10인조 아이돌 그룹 Hey! Say! JUMP 결성. 멤버로서 11월 14일, 싱글 〈Ultra Music Power〉로 메이저 데뷔.
2009년 6월, 치넨 유리, 나카야마 유마, w/B.I.Shadow와 함께 기간 한정의 7인조 유닛 NYC boys를 결성.
2010년 1월 ~ 3월 연속 드라마 《좌목탐정 EYE》로 연속 드라마 첫 단독 주연. 같은 해 4월 7일, 3인조 유닛·NYC로서, 싱글 〈용기100%(勇気100%)〉로 CD 데뷔. Hey! Say! JUMP와 활동을 병행하게 된다.
2012년 2월 17일, Hey! Say! JUMP의 치넨 유리, 나카지마 유토와 함께 호리코시 고등학교를 졸업.
2013년 1월 9일, 싱글 〈미스터리 버진(ミステリー ヴァージン)〉로 솔로 데뷔. 오리콘의 주간 싱글 랭킹에서 첫 등장 1위를 획득.
2015년 3월 21일 영화 《암살교실》에서 시오타 나기사 역으로 영화 첫 주연. 연기가 평가되어 제39회 일본 아카데미상 신인 배우상을 수상.
2016년 10월 17일 ~ 12월 19일, 《카인과 아벨》에서 타카다 유 역으로 후지 TV 연속 드라마 첫 주연이자 게츠쿠 드라마 첫 주연.
2021년 4월, 니노미야 카즈나리가 개설한 유튜브 채널 〈쟈니노챤네루(ジャにのちゃんねる)〉(현·요니노찬네루)의 멤버로 합류하였다. 같은 해 9월 15일에는 자신의 YouTube 게임 채널 〈LEO의 놀이터(LEOの遊び場)〉를 개설하였다.
2024년 7월 여성 패션지 〈ViVi〉의 인기 투표 기획 「2024년 상반기 국보급 꽃미남 랭킹 ADULT」 부문에서 1위를 차지했다.
2024년 12월 17일에 X와 TikTok의 레이블 계정을 개설. 12월 24일에는 솔로 아티스트(Ryosuke Yamada)로서 약 12년 만에 최초의 디지털 싱글 〈SWITCH〉를 전달 발매했다.
2025년 4월 16일 첫 솔로 오리지널 앨범 〈RED〉를 발매하고, 4월 26일부터 6곳 20공연을 돌며 약 20만명을 동원하는 첫 솔로 투어를 진행한다.

## 인물
- 재능파가 아닌 노력파인 인물로, 마이크를 손에 쥘 때까지 2년이 걸렸다고 한다.[31][32] 쟈니즈 사무소 입소 후는 결코 순풍만범(順風滿帆)한 길이 아니라, 레슨장에서의 위치가 후열이거나, 쟈니 키타가와에 눈 밖에 나 곤경에 섰지만[33][34][35] 일념발기(一念発起)하여 상황을 스스로 타개하기 위해 거울을 구입하여 집에 놓고 그 앞에서 레슨장에서 4시간 춤을 춘 후 매일 집에서 3시간의 자주 연습을 하는 등 무아몽중(無我夢中)하게 정진하고 있었다.[31][32] 어느 날은 골절으로 「오지 않아도 괜찮다」라고 해도 무리해서 레슨장에 갔던 적도 있다고 하고, 쟈니 키타가와로부터도 인정받게 되어[33][34][35], 악착같이 분투한 그 결과, 스스로 성공에 대한 확신이 생겼다고 한다.[31][32] 그룹에서도 2nd 싱글 〈Dreams come true〉 이후는 센터를 맡게 되었다.[36][37]

- 대식가이며, 많이 먹어도 식사 2시간 후에는 배고프다고 한다.[38] 좋아하는 것은 고기 요리.[39] 스스로 요리를 하는 것도 특기이다.[39]

- 동경하는 연예인은 도모토 코이치, 타키자와 히데아키이다.

### 한국과의 관계·에피소드
- 2007년 때부터 한국어에 대한 관심을 보이고 있었다. 이런 한국 관련 멘트를 자주 날리는 덕분에 한국인 팬들을 설레게 하고 있는 중. 본격적으로 한국어에 빠지게 된 계기는 일본에서도 절찬리에 방영했던 드라마 《아이리스》를 보게 된 것이 계기로, 한국 드라마의 빠른 전개가 마음에 들었다고 한다. 특히 가족끼리 재밌게 본 드라마는 《아가씨를 부탁해》라고... 이 후에도 한국의 드라마와 영화, 음악을 즐겨 보고 듣는 것 같다.

- NYC로 활동하고 있을 즈음 쟈니즈의 한국 가수 견제 전략으로 인해 2009년부터 꾸준히 뮤직 스테이션에 한류 아이돌과 같이 출연해 한국 연예인들과 인연이 꽤 많다. 특히 카라와 소녀시대와는 홍백가합전에도 함께 출연했다. 때 마침 일본에서 한류 붐이라 한류에 대한 관심은 기본이고, 한국어 공부를 하고 있다고는 하는데 “고마워요”, “우리는 당신을 사랑해요”(6번째 싱글 (아리가토 세카이노도코니이테모/고마워요 세상의 어디에 있든) 편곡 버전의 가사) “얕보지 마”“지금 한국어 배우고 있어요.” “지금 당장 보고 싶어요.” 등등... 문장력은 그다지 높지 않다. 사실 바쁜 활동 때문에 깊게 배울 시간 따위는 없을 것이다. 하지만 한글 자체는 일주일 만에 깨우쳐 문장은 읽을 줄은 안다. 2010년, 2012년 쟈니즈넷 크리스마스 메시지와 아시아 투어 메시지 때 “여러분! 지금 당장 보고 싶어요!”라던가 “우리 들이 아시아 가요~ 여러분 잠깐만!”이라고 떡밥도 공식적으로 던졌다.

- 호리코시 고등학교 재학 시절에는 수업 시간 중에 한국어 교재를 펴고 한국어 공부를 한다던가, 한국 음악 방송을 녹화 한다던가, 이동 중에는 잠을 자거나 한국어 공부를 한다던가 한국어를 공부하는 모습을 보여주며 한국에 대한 애정을 보여주는 편. SMAP의 대표적인 친한 파 멤버 쿠사나기 츠요시의 한국어 책과 그 외 한국어 교재로 한국어를 독학한다고 하며 야마다 본인도 공부를 싫어하는 자신의 인생에서 이렇게 집중해서 공부를 하는 것은 놀라운 것이라고 발언. 그 외에도 2010년 좋았던 만남 NO.1은 한국어와의 만남 이라고 발언하고 있다.

- 2012년 잡지 〈Myojo〉의 모바일 블로그에서 무려 한국인 친구와 메일을 주고 받는다고 밝혔다. 실제로도 아직까지도 만남은 현재진행형 중이다. 그 한국인 친구는 야마다가 일본의 아이돌이라는 것을 모른다고 하는 것으로 보아 일본 문화·예술에는 관심이 없는 일반인으로 보인다.
  - 관련 에피소드로는 2012년 야마다가 진행하는 라디오에서 곧 20살이 되니 혼자서 여행도 가보고 여러 것을 경험해보는 게 어때요? 라는 팬의 코멘트에 사실 이미 작년에 1박 2일로 한국에 갔다고 고백을 했다. 그 펜팔 친구를 만나러 간 것. 이후에도 혼자서 비행기 표도 예약하고 호텔도 잡아 한국을 여행했다고 여러 번 잡지와 라디오에서 인증하기도 하였다. 여기에서 재밌는 에피소드 두 가지가 있는데 하나는 명동에 있는 에스테틱 샵을 갔더니 가게 점원 분이 “미남이시네요~”하고 값을 깎아주고 샘플도 많이 챙겨주어서 좋았다고 하며, 더욱 더 점원에게 잘 보이려고 했다고 한다. 나머지 하나는 한국의 가게 점원에게 무려 한국어로 “화장실이 어디에요?”라고 물어 보았는데 그 때 점원이 웃어서 자기는 왜 그런지 이유를 모르겠다는 듯. 나중에 한 팬이 잘못 된 정보로 ‘화장실’이 ‘화장 하는 곳’이라고 그 가게 점원이 생각해서 그런 거라고... 한국은 그 ‘화장’과 ‘화장(실)’을 같은 글자를 쓴다고 해서 그제서야 이해했다고 한다.
  - 2014년 10월 Hey! Say! JUMP SMART 요코하마 아레나 콘서트에서 한 한국인 팬이 “화장실이 어디에요?”라고 칸페에 적어서 보여주었지만 못 알아보고 그냥 지나쳤다고 한다.. 역시 급하게 배워 온 것이라 2년 전 일은 잘 기억을 못하는 것 같다.
  - 그리고 2014년 10월 무려 한국을 2박 3일 동안 재방문했다!!! 치넨 유리에게 소개 받은 친구와 한국에서 알게 된 펜팔 친구와(또 그분?)과 한국에서 재밌게 놀다온 거 같다. 야끼도리(닭꼬치), 배달 냉면도 먹었다고 한다. 펜팔 친구가 자기 집에서 자고 가라고 했지만 그건 실례가 될 것 같아서 호텔 방을 잡고 놀았다고 한다.
  - 특히나 한국에 대한 발언을 상당히 하는 편. 잡지에서도 어플리케이션과 책을 이용해 꾸준히 한국어 공부를 하고 있다던가 콘서트에서 한국어 우치와를 집어준다던가 “엄청 바보”라고 적혀있는 우치와를 보고 콘서트 토크 중간에 흥분해서 저기에 한국어가 적혀있어! 라고 발언하는 등 다 적지 못할 정도로 타 쟈니즈 팬들에게도 한국에 관심 있는 쟈니즈로 유명하다.
  - 한국 요리를 잘하고, 좋아하기도 해서 《킨다이치》 방센에서는 스테미너 음식으로 한국의 두부김치를 응용한 요리를 만들기도 했다. 또한 아버지가 철도 관장을 은퇴 후 할머니를 따라 야끼니꾸 가게를 차리면서 본인도 야끼니꾸를 좋아한다는 이야기를 자주 하고 있다. 그 외에 백김치, 김치나베, 야끼니꾸, 한국 김 등을 즐겨 먹고 좋아하고, 김은 먹는 방법도 따로 있을 정도로 한국 김을 자주 사먹는다고 한다.
  - 2015년 영화 《암살교실》에서 공연한 강지영과 한국어로 대화를 조금 하기도 했었는데 이때 강지영의 말로는 야마다의 한국어 실력이 꽤나 괜찮은 편이라고 한다.
  - 나카지마 유토의 부산 국제 영화제 초청 당시에 한국어 인사말을 알려주는 등 한국어를 아직 기억하고 있는 모습을 보여주고 있다. 이후 두 사람의 대담 인터뷰에서는 “간다면 한국이 좋네.”나 “포장마차에 가자.”,“강남에 가면 내가 소개해줄 수 있으니까...”라고 이야기하면서 한국에 또 가고 싶어하다고 유토에게 내가 다 소개 해줄테니 밥은 너가 사라고 발언하였고, 2017년 2월 〈Popolo〉에서 치넨 유리와의 대담 인터뷰에서는 “한국에 가자, 둘 뿐이 아닌 아예 세븐 멤버들을 다 데려가서 세븐회 한국 편을 하자”는 등의 발언으로 꾸준히 한국에 대한 관심을 보이고 있다.

## 수상
- 드라마 오브 더 이어 2008 최우수 신인 남우상 (《1파운드의 복음》 《스크랩 티처~교사 재생~》)
- 제39회 일본 아카데미상 신인 배우상 (《암살교실》)[24]
- 제25회 일본 영화 비평가 대상 신인 남우상 (《그래스호퍼》)
- 제91회 키네마 순보 베스트·텐·신인 남우상 (《나미야 잡화점의 기적》 《강철의 연금술사 FULLMETAL ALCHEMIST》)
- anan AWARD 2022 대상
- ViVi 〈2024년 상반기 국보급 꽃미남 랭킹〉 ADULT 부문 1위
- ViVi 〈2024년 하반기 국보급 꽃미남 랭킹〉 ADULT 부문 1위(연패 달성에 의해 전당 입성)

## 출연 작품
역할의 굵은 글씨는 주연작품

### 텔레비전 드라마
- 탐정학원 Q (닛폰 TV) - 아마쿠사 류 역
  - 탐정학원 Q (2006년 7월 1일)
  - 탐정학원 Q (2007년 7월 3일 ~ 9월 11일, 닛폰 TV)
- 1파운드의 복음 (2008년 1월 12일 ~ 3월 8일, 닛폰 TV) - 무코다 카츠미 역
- 선생님은 대단햇! (2008년 4월 12일, 닛폰 TV) - 주연·군죠 하야토 역
- 후루하타 중학생 (2008년 6월 14일, 후지 TV) - 주연·후루하타 닌자부로 역
- 스크랩 티처~교사 재생~ (2008년 10월 11일 ~ 12월 13일, 닛폰 TV) - 주연·타카스기 토이치 역
- 24시간 TV 스페셜 드라마 (닛폰 TV)
  - 〈형아를 잊지마〉 (2009년 8월 29일) - 카와이 유지 역
  - 〈오늘은 안녕〉 (2013년 8월 24일) - 하라다 노부오 역
  - 〈엄마, 나는 괜찮아〉 (2015년 8월 22일) - 주연·사사키 료헤이 역
- 좌목탐정 EYE (닛폰 TV) - 주연·타나카 아이노스케 역
  - 좌목탐정 EYE[주 2] (2009년 10월 3일)
  - 좌목탐정 EYE (2010년 1월 23일 ~ 3월 13일)
- 알려지지 않은 에도 막부 말기의 지사 야마다 아키요시 이야기 (2012년 1월 2일, TBS) - 주연·야마다 이치노죠(야마다 아키요시 청년 시절) 역
- 이상의 아들 (2012년 1월 14일 ~ 3월 17일, 닛폰 TV) - 주연·스즈키 다이치 역
- 킨다이치 소년의 사건부 (닛폰 TV) - 주연·킨다이치 하지메 역
  - 킨다이치 소년의 사건부 홍콩 구룡재보 살인사건 (2013년 1월 12일)
  - 킨다이치 소년의 사건부 고쿠몬 학원 살인사건 (2014년 1월 4일)
  - 킨다이치 소년의 사건부 N(neo) (2014년 7월 19일 ~ 9월 20일)
- 지옥 선생 누~베~ (2014년 10월 25일·11월 29일·12월 6일, 닛폰 TV) - 제3화 오프닝 나레이션, 제8화·제9화 절귀 역
- 카인과 아벨 (2016년 10월 17일 ~ 12월 19일, 후지 TV) - 주연·타카다 유 역
- 무마시킨 겨울 (닛폰 TV) - 주연·키타자와 슈사쿠 역
  - 무마시킨 겨울 ~ 우리 집 문제는 없었던 일로~ (2018년 1월 13일 ~ 3월 17일)
  - 무마시킨 겨울 2019 여름 ~여름에도 추워서 죽을 것 같습니다~ (2019년 6월 29일)
- 세미오토코 (2019년 7월 26일 ~ 9월 13일, TV 아사히) - 주연·세미오 역
- 아슬아슬한 두 사람 - K2 - 이케부쿠로서 형사 칸자키·쿠로키 (2020년 9월 11일 ~ 10월 16일, TBS) - 주연·칸자키 류이치 역
- 나의 귀여움은 곧 소비기한!? (2022년 4월 16일 ~ 6월 11일, TV 아사히) - 주연·마루야 코스케 역
- 친애하는 나에게 살의를 담아 (2022년 10월 5일 ~ 11월 30일, 후지 TV) - 주연·우라시마 에이지 역
- 왕에게 바치는 약지 (2023년 4월 18일 ~ 6월 20일, TBS) - 주연·닛타 토고 역
- 빌리언×스쿨 (2024년 7월 5일 ~ 9월 13일, 후지 TV) - 주연·카가미 레이 역
- 다메마네! - 안 팔리는 탤런트, 매니지먼트 합니다- (2025년 4월 20일 ~ 6월 22일, 닛폰 TV) - 사나다 유지 역[40]

### 영화
- 암살교실 (도호) - 주연·시오타 나기사 역
  - 암살교실 (2015년 3월 21일)
  - 암살교실: 졸업편 (2016년 3월 25일)
- 그래스호퍼 (2015년 11월 7일, KADOKAWA/쇼치쿠) - 세미 역
- 나미야 잡화점의 기적 (2017년 9월 23일, KADOKAWA/쇼치쿠) - 주연·아츠야 역
- 강철의 연금술사 시리즈 (워너 브라더스 영화) - 주연·에드워드 엘릭 역
  - 강철의 연금술사 (2017년 12월 1일)
  - 강철의 연금술사 완결편: 복수자 스카 (2022년 5월 20일)
  - 강철의 연금술사 완결편: 최후의 연성 (2022년 6월 24일)
- 기억술사 (2020년 1월 17일, 쇼치쿠) - 주연·요시모리 료이치 역
- 타올라라 검 (2021년 10월 15일, 도호/아스믹 에이스) - 오키타 소지 역
- 대괴수의 뒤처리 (2022년 2월 4일, 도에이/쇼치쿠 - 주연·오비나타 아라타 역
- BAD LANDS 배드 랜드 (2023년 9월 29일, 도에이, 소니 픽처스 엔터테인먼트) - 야시로 조(죠) 역
- 사일런트 러브 (2024년 1월 26일, GAGA) - 주연·사와다 아오이 역

### 더빙
- 스머프 (2011년 9일 9일) - 주인공·크램지(주책이 스머프) 역 ※일본어 더빙판

### 버라이어티
- Ya-Ya-yah (2004년 8월 ~ 2007년 10월, 닛폰 TV)
- 더 소년구락부 (2010년 4월 2일 ~ , NHK BS 프리미엄)
- YOU들! (2006년 10월 ~ 2007년 10월, 닛폰 TV)
- 폭소 100분 TV! 헤이세이 패밀리즈 (2007년 10월 ~ 2008년 3월, 닛폰 TV) - 차남·료스케 역
- 백식~백으로 아는 하나의 지식! (2007년 10월 ~ 2008년 3월, 후지 TV) ※준레귤러
- 시공간☆세대 배틀 쇼와×헤이세이 (2008년 4월 6일 ~ 2009년 3월 29일, 닛폰 TV)
- 스쿨 혁명! (2009년 4월 5일 ~ , 닛폰 TV)
  - 스쿨 혁명! 영화 퀴즈를 선물합니다! 시간이 멈춘다 (2022년 1월 28일) - MC
  - 스쿨 혁명! 선물 퀴즈! 시간이 멈춘다 (2022년 7월 1일) - MC

### 무대
- 쟈니스 시어터 "S Da U I M Ji M" S R Y 2005 (2005년 7월 26일 ~ 2005년 9월 4일, 시나가와 아쿠아 스타디움 쟈니스 시어터)
- KAT-TUN vs 칸자니 ∞ 뮤지컬 드림 보이즈 (2006년 1월 3일 ~ 29일, 제국 극장) (2006년 1월, 제국 극장) - 진(소년 시절) 역
- 타키자와 연무성 (2006년 3월 7일 ~ 4월 25일, 신바시 연무장)
- One! -the history of Tackey- (2006년 9월 5일 ~ 28일, 닛세이 극장)
- 타키자와 가부키 (2010년 4월 4일 ~ 5월 8일, 닛세이 극장)
- Jonny's World. (2012년 11월 10일 ~ 2013년 1월 27일, 제국 극장)

### WEB·전달 드라마
- 『빌리온×스쿨』 FOD 오리지널 스토리 (2024년 9월 13일, FOD) - 주연·카가미 레이 역[41]

### 라디오
- 야마다 료스케의 올 나이트 닛폰 (2020년 1월 17일, 닛폰 방송)[42]
- 야마다 료스케의 올 나이트 닛폰 프리미엄 (2025년 4월 21일, 닛폰 방송)[43]

### CM
- 롯데 규귯토 아이스 〈로미오〉 편 (2011년 6월 17일 ~ )
- 아지노모토 Cook Do 향미 페이스트 (2012년 6월 14일 ~ )
- 고세 코스메포트 〈소프티모 라체스카 핫 젤 마일드 클렌징〉 (2019년 4월 ~ )
- B-R 서티원 아이스크림 〈아이스크림 생일에 와이와이 케이크〉편 〈상쾌한 버라이어티 팩〉편 (2020년 4월 3일 ~ )
- 아사히 음료 미츠야 사이다 〈레몬과 라임의 레모라 등장〉편 (2021년 3월 23일 ~ )
- 아사히 맥주 〈클리어 아사히〉 (2023년 4월 ~ )
- BAEL 〈블루 록 BLAZE BATTLE〉 (2023년 11월 ~ )
- 티파니 (2024년 5월 ~ ) - ‘프렌즈’ 취임[44]
- 반다이 〈ONE PIECE 카드 게임〉 (2025년 2월 ~ )
- 로토 제약 〈스킨 아쿠아 히알루론 세럼 UV〉 (2025년 3월 ~ )
- MAYBELLINE NEW YORK 〈SP스테이 크림팩트 파운데이션〉 (2025년 3월 ~ )
- YouTube 〈YouTube Premium〉 (2025년 5월 ~ )

### 뮤직 비디오
- 슈지와 아키라 〈청춘 아미고〉 (2005년, 쟈니즈 엔터테인먼트)
- 타키 & 츠바사 〈Venus (안무 매뉴얼)〉 (2006년, 에이벡스 마케팅 커뮤니케이션즈)
- GYM 〈피버와 퓨처〉 (2006년, 쟈니즈 엔터테인먼트)

## 서적

### 잡지 연재
- Myojo 〈진홍의 소리 -Think Note-〉 (2013년 ~, 슈에이샤)[45]
- VOCE 〈BEAUTY DICTIONARY〉 (2024년 11월호 ~, 코단샤)[46]

### 단행본
- Think Note-진홍의 소리- (2024년 1월 30일 발매, 슈에이샤)[45]

### 사진집
- Luminous (2024년 1월 30일 발매, 슈에이샤)[45] ISBN 978-4-0879-0146-7

## 솔로 콘서트
- Ryosuke Yamada LIVE TOUR 2025 RED (2025년 4월 26일·27일, 에코파 아레나 / 5월 1일·2일, 오사카성 홀 / 5월 8일·9일, 세키스이 하임 슈퍼 아레나 / 5월 23일 ~ 25일 LaLa arena TOKYO-BAY, 6월 21일·22일, 마린멧세 후쿠오카)[47]

## 작품

### 싱글
순위는 오리콘 차트의 주간 싱글 랭킹에서 최고 순위를 나타낸다.
|     | 발매일         | 제목                                | 판매 형태             | 판매 형태 | 규격품번    | 순위 |
| --- | -------------- | ----------------------------------- | --------------------- | --------- | ----------- | ---- |
| 1st | 2013년 1월 9일 | ミステリー ヴァージン 미스터리 버진 | 초회 한정반1          | CD+DVD    | JACA-5340/1 | 1위  |
| 1st | 2013년 1월 9일 | ミステリー ヴァージン 미스터리 버진 | 초회 한정반2          | CD+DVD    | JACA-5342/3 | 1위  |
| 1st | 2013년 1월 9일 | ミステリー ヴァージン 미스터리 버진 | 통상반                | CD        | JACA-5344   | 1위  |
| 1st | 2013년 1월 9일 | ミステリー ヴァージン 미스터리 버진 | 닛폰 TV 한정 드라마반 | CD        | JSNC-009    | 1위  |

#### 디지털 싱글
순위는 주간 오리콘 랭킹의 디지털 싱글(단곡) 랭킹에서의 최고 순위를 나타낸다.
|     | 발신일          | 제목      | 판매 형태     | 규격품번  | 순위 | 첫 수록 앨범 |
| --- | --------------- | --------- | ------------- | --------- | ---- | ------------ |
| 1st | 2024년12월 24일 | SWITCH    | 음악 다운로드 | LCDA-0202 | 1위  | RED          |
| 2nd | 2025년 2월 19일 | snow moon | 음악 다운로드 | LCDA-0222 | 2위  | RED          |

### 앨범
순위는 오리콘 차트의 주간 앨범 랭킹에서 최고 순위를 나타낸다.
| ＃  | 발매일          | 제목 | 판매 형태 | 판매 형태    | 규격품번     | 순위 |
| --- | --------------- | ---- | --------- | ------------ | ------------ | ---- |
| 1st | 2025년 4월 16일 | RED  | CD+BD     | 초회 한정반1 | LCCA-6187/88 | 1위  |
| 1st | 2025년 4월 16일 | RED  | CD+DVD    | 초회 한정반1 | LCCA-6189/90 | 1위  |
| 1st | 2025년 4월 16일 | RED  | 2CD+BD    | 초회 한정반2 | LCCA-6191/92 | 1위  |
| 1st | 2025년 4월 16일 | RED  | 2CD+DVD   | 초회 한정반2 | LCCA-6193/94 | 1위  |
| 1st | 2025년 4월 16일 | RED  | CD        | 통상반       | LCCA-6195    | 1위  |
| 1st | 2025년 4월 16일 | RED  | 한정BOX   | Deep RED반   | LCNC-0082    | 1위  |

### 참여 작품
- Oh! my darling (2019년 5월 22일, Hey! Say! JUMP와의 양 A면) - 1위

### 솔로곡
CD 수록곡
- Do it again (작사: Raccoon, 작곡: Raccoon, Andrew Choi) - 《SENSE or LOVE〈첫회 한정판〉》수록.

CD 미수록곡
- パフューム / 퍼퓸 (작사:쿠보타 요지, 작곡:오오야기히로오) - (Hey! Say! JUMP 명의 곡). 라이브 DVD 《Hey! Say! JUMP 데뷔 & 퍼스트 콘서트 갑자기!in 도쿄돔》 수록.

### 작사
- 真紅 / 진홍 (작곡:Fredrik Hult, 편곡:h-wonder) - (Hey! Say! JUMP 명의 곡). 앨범 《JUMP NO.1》 수록.
- 花 えがお / 꽃 웃는 얼굴 (작곡·편곡: 스기야마 카츠히코·고쿠라 신코) - (Hey! Say! JUMP 명의 곡). 앨범 《JUMP WORLD》 수록.
- 銀の世界に願いを込めて / 은의 세계에 소망을 담아 (작곡: 모리야마 타쿠고로, 편곡: 마키토 타로) - 솔로 싱글 〈미스터리 버진〉 수록.
- Candle (작곡: Takuya Harada·JUNKOO·Fredrik Samsson) - (Hey! Say! JUMP 명의 곡). 앨범 《smart》 수록.
- 3月14日〜時計 / 3월 14일~시계 (작곡: Takuya Harada, 카와구치 진, 편곡: 카와구치 진) - 앨범 《JUMPing CAR》 수록.

### 안무
- Hey! Say! JUMP -〈I/O〉 (2017년)[53]

### 뮤직 비디오
| 연도 | 제목      | 링크         |
| ---- | --------- | ------------ |
| 2024 | SWITCH    | [ 동영상 1 ] |
| 2025 | snow moon | [ 동영상 2 ] |
| 2025 | RED       | [ 동영상 3 ] |

### 타이업
| 악곡                 | 타이업                                                                            |
| -------------------- | --------------------------------------------------------------------------------- |
| 花のように 꽃과 같이 | 닛폰 TV계 일요 드라마 《다메마네! - 안 팔리는 탤런트, 매니지먼트 합니다-》 삽입곡 |

### 내용주
1. ↑  그 외에 나카마루 유이치(KAT-TUN), 키쿠치 후마(Sexy Zone)가 참여한다.[26]
2. ↑  단편 스페셜 드라마판

1. ↑  Ryosuke Yamada - "SWITCH" [Official Music Video] - 유튜브
2. ↑  Ryosuke Yamada - "snow moon" [Official Music Video] - 유튜브
3. ↑  Ryosuke Yamada - "RED" [Official Music Video 4K ver.] - 유튜브

### 참조주
1. 1 2 3 4  “STARTO ENTERTAINMENT > Hey! Say! JUMP > Profile”. 《STARTO ENTERTAINMENT》. STARTO ENTERTAINMENT. 2024년 4월 14일에 확인함.
2. 1 2  “「Hey! Say! JUMP」멤버 전원 헤이세이 태생! …쟈니즈 최다 10명 그룹 탄생!”. 《스포츠호치》. 2007년 9월 25일. 2007년 10월 15일에 원본 문서에서 보존된 문서.
3. 1 2  “Hey!Say!JUMP & Snow Man, Jr. 시대부터의 유대를 밝히는 나카지마 유토는 J.J.Express 재결성 열망”. 《ORICON NEWS》. 2020년 10월 2일. 2022년 8월 8일에 확인함.
4. 1 2  “Hey! Say! JUMP 나카지마 유토 “J.J.Express로 출연하고 싶다” Snow Man과 〈M스테〉 출연”. 《モデルプレス》. 2020년 10월 2일. 2022년 8월 8일에 확인함.
5. 1 2  “Sweetness”. 《POTATO》. 각켄. 2006년 8월 7일. 117쪽.
6. 1 2  “쟈니스 신 유닛 결성, KAT-TUN 다나카 코키도 보증”. 《日テレNEWS24》. 2009년 6월 8일. 2013년 10월 21일에 원본 문서에서 보존된 문서.
7. 1 2  한정 유닛 「NYC」가 활동 계속의 신곡. Sponichi Annex (2010년 3월 2일) 2017년 10월 11일 열람.
8. ↑  “STARTO사가 정식 시동 28조 29조 사람의 탤런트와의 계약을 보고 「모두 새로운 스테이지로 선출」”. 《스포니치 Sponichi Annex》. 스포츠 닛폰 신문사. 2024년 4월 10일. 2024년 4월 11일에 확인함.
9. 1 2 3  山田涼介 (2022년 2월 5일). 《Hey!Say!JUMP 야마다 료스케 흔들리지 않는 멈추지 않는다, 단지 전에… 스페셜 인터뷰 [전편]》. 《스포츠호치》.  인터뷰어: 다나카 유키 (호치신문사). 2022년 2월 11일에 확인함.
10. 1 2  《야마다 료스케 첫 솔로 투어「RED」전국 6개 도시에서 20만명 동원 예정 과거 솔로곡·주연 드라마 주제가 메들리…본인 연출로 “레이디”를 계속 매료한 2시간【라이브 리포트】》. 《모델 프레스》 (인터넷 네이티브). 2025년 5월 25일. 2025년 5월 26일에 확인함.
11. ↑  “Hey! Say! JUMP 야마다 료스케, 자신의 출신지를 언급”. 《모델프레스》. 인터넷 네이티브. 2022년 8월 23일. 2023년 7월 8일에 확인함.
12. ↑  “야마다 료스케가 기적을 일으킨다!? 무라카미 니지로 등과 아라시에 도전한다! 『VS 아라시』 9・21방송”. 《TV LIFE web》. 2017년 9월 19일. 2017년 10월 11일에 확인함.
13. ↑  “야마다 료스케, 과거에 일이 싫어진 것도…그때 깨달은, 아이돌의 「보이지 않는 힘」”. 《테레아사히POST》. 아사히신문. 2019년 8월 2일. 2019년 8월 9일에 확인함.
14. ↑  『Myojo』2007년 12월호
15. ↑  “야마다 료스케, 쟈니스 입소의 계기는 배지? “축구의 핀 배지에 따라 오디션에…””. 《WEB 텔레비전》. KADOKAWA. 2020년 1월 7일. 2022년 2월 11일에 확인함.
16. 1 2  “야마다 료스케, “Snow Man 우치와”의 뒷 이야기 〈나는 동기 때문에...〉 “왕자 5”에도 언급”. 《마이 네비게이션 뉴스》. 마이 네비. 2022년 1월 15일. 2022년 2월 11일에 확인함.
17. ↑  《#95【완벽한 인류】자발광 주위에는 어떤 사람이 있는 거야??》 (유튜브). 쟈니노챤네루. 2022년 1월 30일.  06m20s에 발생. 2022년 10월 28일에 확인함.
18. ↑  “Hey! Say! JUMP 야마다 료스케, 카미키 류노스케 & 시다 미라로부터 자극 “거쳐서 영화계에…전기를 밝힌다””. 《모델 프레스》. 인터넷 네이티브. 2017년 9월 22일. 2018년 11월 11일에 확인함.
19. ↑  “Hey! Say! JUMP・야마다 료스케, 그룹 첫 단독 연속 드라마 첫 주연!”. 《ORICON NEWS》. 오리콘. 2009년 11월 18일. 2018년 11월 11일에 확인함.
20. ↑  “JUMP의 야마다 등 호리코시 고등학교에서 졸업식”. 《47NEWS》. 교도통신신. 2012년 2월 17일. 2012년 2월 21일에 원본 문서에서 보존된 문서. 2018년 11월 11일에 확인함.
21. ↑  야마다 료스케 주연 드라마 「킨다이치 소년」 주제가로 솔로 데뷔. Sponichi Annex（2012년 11월 17일）2017년 10월 11일 열람.
22. ↑  “【오리콘】야마다 료스케, 1st 싱글 선두 10대 남성 솔로로 매치 이래 32년 만에 쾌거”. 《ORICON STYLE》 (오리콘DD). 2013년 1월 15일. 2014년 11월 23일에 확인함.
23. ↑  “Hey! Say! JUMP 야마다 료스케, 실사판 〈암살 교실〉에서 영화 첫 주연!”. 《영화.com》. 2014년 8월 26일. 2017년 10월 11일에 확인함.
24. 1 2  “일본 아카데미상 신인상 츠치야 타오, 히로세 스즈, 야마다 료스케 등에 오카다 준이치가 응원”. 《영화 나탈리》. 2016년 3월 4일. 2017년 10월 11일에 확인함.
25. ↑  “Hey! Say! JUMP 야마다 료스케, 9월 첫 주연 “자신만의 색깔을 내고 싶다””. 오리콘. 2016년 9월 4일. 2016년 9월 4일에 확인함.
26. ↑  “아라시・니노미야 카즈나리 YouTube, 경이적인 페이스로 구독자 200만명 돌파 4명이 기쁨의 코멘트 「이런 날이 온다고는」【코멘트 전문】”. 《ORICON NEWS》. oricon ME. 2021년 4월 30일. 2022년 2월 11일에 확인함.
27. ↑  “Hey! Say! JUMP Hey! Say! JUMP 야마다 료스케, “염원” YouTube 게임 채널 개설 발표”. 《ORICON NEWS》. oricon ME. 2021년 9월 15일. 2021년 9월 15일에 확인함.
28. ↑  “Hey! Say! JUMP 야마다 료스케, 2024년 상반기 「ViVi 국보급 꽃미남 랭킹」ADULT 부문에서 선두 어른의 색기 방출”. 《모델 프레스》. 인터넷 네이티브. 2024년 7월 16일. 2024년 7월 16일에 확인함.
29. ↑  《Hey! Say! JUMP 야마다 료스케, 첫 솔로 디지털 싱글 〈SWITCH〉 출시 결정》. 《THE FIRST TIMES》 (THE FIRST TAKE). 2024년 12월 17일. 2024년 12월 19일에 확인함.
30. ↑  《야마다 료스케가 첫 솔로 앨범 〈RED〉 발매, 솔로 아레나 투어로 전국 6개 도시로》. 《음악 나탈리》 (나타샤). 2025년 2월 14일. 2025년 2월 15일에 확인함.
31. 1 2 3  유즈키 히로미 (2014년 7월 3일). “야마다 료스케가 경험한 쟈니즈 Jr.의 치열한 밑바닥 시절”. 《news.allabout.co.jp》. 2022년 7월 16일에 원본 문서에서 보존된 문서. 2022년 7월 16일에 확인함.
32. 1 2 3  “야마다 료스케의 노력이 너무 굉장하다 경쟁 사회 쟈니스를 어떻게 이겨냈는지”. 《데일리 신조》. 2019년 10월 31일. 2022년 7월 16일에 확인함.
33. 1 2  “야마다 료스케 「쟈니 씨로부터, YOU 싫다」라고 말해진 과거. 히라카와 감독은 「유일무이의 존재」라고 극찬”. 《MOVIE WALKER PRESS》. 2020년 1월 1일. 2022년 8월 9일에 확인함.
34. 1 2  “야마다 료스케, 쟈니상과의 “잊을 수 없는”비화 “싫어!”라고 말해…”. 《ORICON NEWS》. 2020년 1월 18일. 2022년 8월 9일에 확인함.
35. 1 2  “"YOU 싫어"라고 말해진 야마다 료스케 「수년 후 "YOU 최고"라고. 모르겠지만 그것이 쟈니상」”. 《주니치 스포츠·도쿄 주니치 스포츠》. 2020년 1월 18일. 2022년 8월 9일에 원본 문서에서 보존된 문서. 2022년 8월 9일에 확인함.
36. ↑  “Hey! Say! JUMP 나카지마 유토 “마음이 즐거워” 야마다 료스케와의 센터 교대극 말한다”. 《マイナビニュース》. マイナビ. 2021년 8월 2일. 2022년 11월 13일에 확인함.
37. ↑  “나카지마 유토 야마다 료스케와 불중? 이었던 과거 「“싫어했지”라고」”. 《Sponichi Annex》. 2022년 7월 14일. 2022년 11월 13일에 확인함.
38. ↑  “Hey! Say! JUMP 야마다 료스케, 대식한 일면 밝히는 「대략 20명쯤 정도」”. 《모델 프레스》. 2021년 7월 23일. 2022년 8월 9일에 확인함.
39. 1 2  야마다 료스케 (2022년 2월 5일). 《【야마다 료스케 씨(Hey! Say! JUMP) 인터뷰】특기는 요리, 3장 강판도 손에!》. 《non-no Web》. (인터뷰) (슈에이샤). 2022년 8월 11일에 확인함.
40. 1 2  《야마다 료스케, 가와에이 리나 주연 「다메마네!」 서프라이즈 등장 삽입곡도 담당》. 《ORICON NEWS》 (oricon ME). 2025년 4월 20일. 2025년 4월 21일에 확인함.
41. ↑  “야마다 료스케 주연 「비리온×스쿨」스핀오프 전달, 제로조에 추가 테스트의 위기가”. 《영화 나탈리》. 나타샤. 2024년 9월 10일. 2024년 9월 10일에 확인함.
42. ↑  “Hey! Say! JUMP 야마다 료스케가 〈올 나이트 닛폰〉 퍼스널리티를 담당 ‘지우고 싶은 부끄러운 기억’에 답변”. 《SPICE》. 이플러스. 2019년 12월 26일. 2020년 1월 21일에 확인함.
43. ↑  “Hey! Say! JUMP · 야마다 료스케, 5년 만에 홀로 〈올 나이트 닛폰〉을 담당 「영광이지만, 자세를 갖추겠습니다」”. 《WEB 더 텔레비전》. KADOKAWA. 2025년 4월 12일. 2025년 4월 12일에 확인함.
44. ↑  “야마다 료스케가 티파니의 프렌즈에 취임, 전시회에서는 “프렌즈지만 말하는 얼굴에서 멤버를 안내하고 싶다””. 《Billboard JAPAN》. 한신 콘텐츠 링크. 2024년 5월 29일. 2024년 5월 30일에 확인함.
45. 1 2 3  “Hey! Say! JUMP 야마다 료스케, 사진집 & 단행본을 손에 찡그린 포즈 이노오 케이는 추격활 마운트 투고”. 《Real Sound》. blueprint. 2024년 1월 30일. 2024년 1월 31일에 확인함.
46. ↑  “야마다 료스케, 신연재 「BEAUTY DICTIONARY」스타트 내면에서도 빛나는 컷 수록”. 《ORICON NEWS》. oricon ME. 2024년 9월 14일. 2024년 9월 14일에 확인함.
47. ↑  《CONCERT/STAGE「Ryosuke Yamada LIVE TOUR 2025 RED」》. STARTO ENTERTAINMENT. 2025년 2월 14일. 2025년 5월 26일에 확인함.
48. ↑  《SWITCH》. 《Storm Labels OFFICIAL SITE》 (ストームレーベルズ). 2025년 2월 6일에 확인함.
49. ↑  《【디지털 싱글】Hey! Say! JUMP 야마다 료스케, 솔로 최초의 디지털 싱글 1위》. 《ORICON BiZ online》 (오리콘 리서치). 2025년 1월 7일. 2025년 1월 9일에 확인함.
50. ↑  《snow moon》. 《Storm Labels OFFICIAL SITE》 (ストームレーベルズ). 2025년 2월 6일에 확인함.
51. ↑  《오리콘 주간 디지털 싱글(단곡) 랭킹 2025년 02월 17일~2025년 02월 23일》. 《ORICON NEWS》 (oricon ME). 2025년 2월 28일에 확인함.
52. ↑  《야마다 료스케의 첫 솔로 앨범 『RED』, 첫 등장 1위 솔로 아티스트 올해 최고의 초주 매출을 기록【오리콘 랭킹】》. 《ORICON NEWS》 (oricon ME). 2025년 4월 22일. 2025년 4월 26일에 확인함.
53. ↑  다케가미 히로 (2017년 11월 3일). “Hey! Say! JUMP, 화제곡 「I/O」를 M스테 피로에 야마다 료스케가 안무한 퍼포먼스의 볼거리”. 《Real Sound》. 2018년 12월 18일에 확인함.